# Rana pretiosa
Rana pretiosa е вид земноводно от семейство Водни жаби (Ranidae). Видът е световно застрашен, със статут Уязвим.

## Разпространение
Разпространен е в Канада и САЩ.